# Франц фон Баллестрем
Франц Карл Вольфганг Олександр Людвіг фон Баллестрем (нім. Franz Karl Wolfgang Ludwig Alexander von Ballestrem; 5 вересня 1834, Плавновіце}} — 23 грудня 1910, Плавновіце) — граф, політичний діяч Німеччини.

## Біографія
Син заможного поміщика. Навчався в духовних навчальних закладах.
З 1855 року перебував на військовій службі, брав участь у війнах 1866 і 1870 років; внаслідок падіння з коня отримав значну травму та вийшов у відставку.
З 1872 року був депутатом рейхстагу, де належав до партії Центру, а саме до його аграрно-консервативного крила. Взяв діяльну участь в боротьбі Центру проти культуркампфа, проведеного урядом Бісмарка при сприянні поступовців.

У 1891 році Баллестрем був обраний в прусський ландтаг. 
У 1898 році обраний знову, в 1903 році, переобраний. З 1898 по 1907 роки був президентом Рейхстагу.